# Трубкокрут мідний
Трубкокру́т мі́дний (Involvulus cupreus) — вид жуків родини Трубкокрути (Attelabidae). Інші назви — довгоносик сливовий, слоник мідний сливовий, слоник сливовий. Це комаха 3,5 — 4,5 мм завдовжки, здатний пошкоджувати плодові й декоративні дерева та кущі.

## Зовнішній вигляд
Основні ознаки.
- тіло бронзове, з мідно-червоним полиском, густо вкрите тонкими світлими волосками, що прилягають до покривів;
- голова густо вкрита точками, зверху опукла, по боках розширена дозаду;
- головотрубка у довжину така сама, як передньоспинка, або трохи довша; посередині, від місця прикріплення вусиків і до вершини йде високий кіль, з боків вкритий точками
- передньоспинка видовжена, у самців і самок на її боках немає шипів, спрямованих уперед;
- надкрила в півтора рази довші від своєї спільної ширини, розширені дозаду;
- борозенки на надкрилах заглиблені, широкі, передостання вкорочена і біля середини зливається з останньою;
- останній членик лапок у довжину приблизно такий самий, як і перший;

## Географічне поширення
Вид поширений майже по всій Палерктиці, за винятком Закавказзя і Середньої Азії. В Україні реєструвався у 14 областях –від Півдня до Чернігівщини і Закарпаття.

## Спосіб життя
Вид є мешканцем листяних лісів, лісосмуг, чагарнику, парків та садів. Імаго зимують у поверхневому шарі ґрунту або у підстилці. Активні жуки з'являються у крона х дерев ще до розкриття бруньок і звичайно сидять в місцях розгалужень основного стовбура і гілок. Згодом вони гризуть молоді листочки, квітки, квітконіжки, молоді плоди. Пошкоджені таким чином органи жовтіють, засихають і відпадають. Жуки є олігофагами на деревах і кущах родини розових — на вишні, черешні, сливі, Терені, Абрикосі, рідше — на яблуні, смородині , горобині, глоді.
Готуючись до яйцекладки самиці підгризають квітконіжку, надгризають шкірочку плода і вигризають у ньому заглиблення, куди й відкладає у нього яйце — одне в один плід. Зверху вона прикриває заглиблення ділянкою надгризеної шкірочки. Личинка з'являється через 6–7 днів. Вона харчується м'якими тканинами плоду. Вона завершує розвиток через 5–6 тижнів у плоді, що впав долі, заляльковується в ґрунті, роблячи для цього камеру. Жуки нового покоління з'являються восени, до настання перших приморозків. Якщо весна тепла, вони часом можуть виходити на поверхню, але звичайно лишаються у ґрунті до весни у стані діапаузи.

## Значення у природі та житті людини
Подібно до інших видів, мідний трубкокрут є невід'ємною ланкою природних екосистем, споживаючи рослинні тканини і стаючи здобиччю тварин — хижаків та паразитів. Шкода від нього може виявитись помітною у агроценозах — плодових садах та декоративних насадженнях. Оцінюючи чисельність виду шляхом обтрушування крони  дерев, приймають рішення про необхідність обробки її інсектицидами. Це роблять на фазі виокремлення бутонів, а у разі потреби повторюють через 3–5 днів після цвітіння.